# 프랑크푸르트 국가헌법

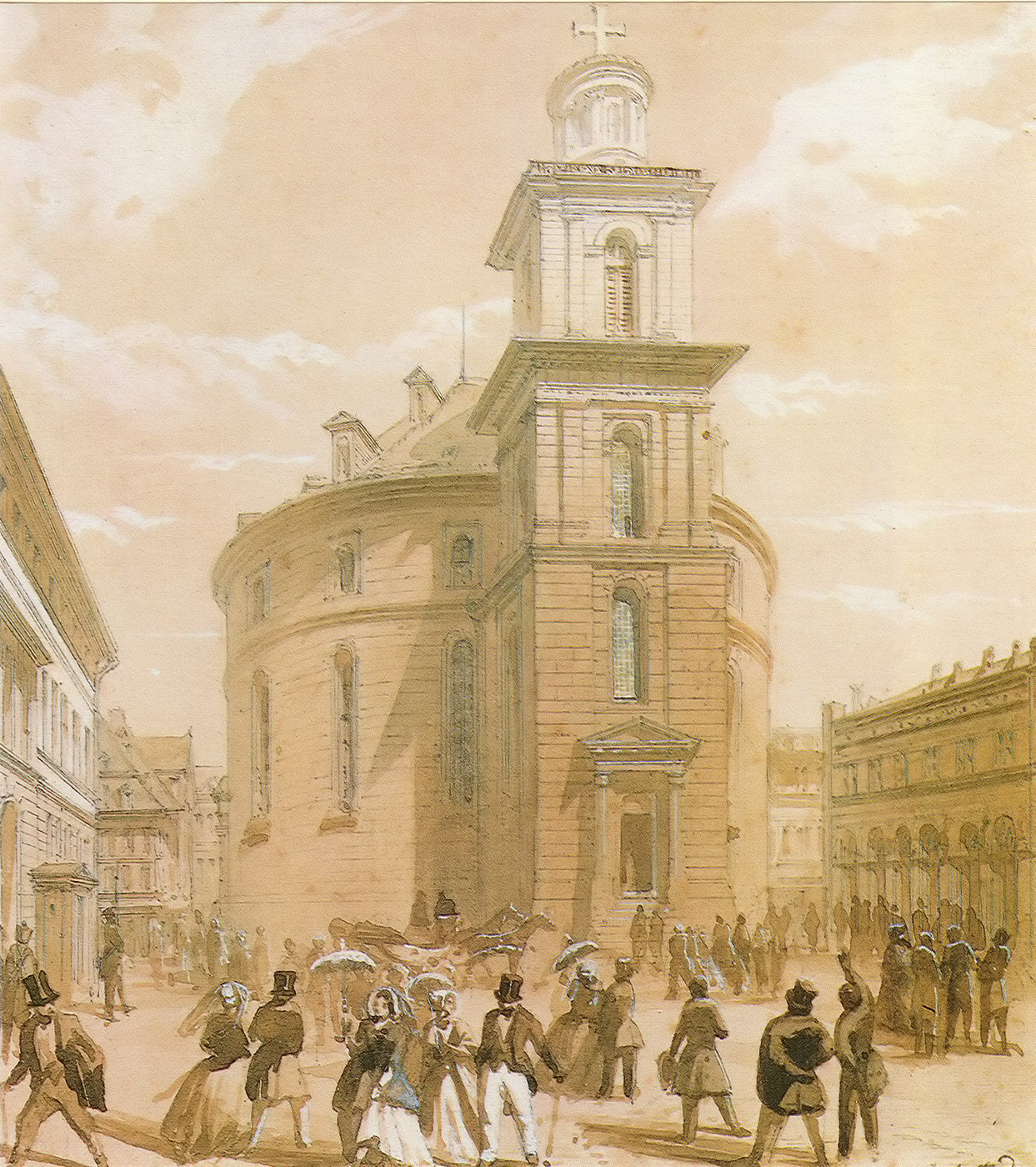
1848년 프랑크푸르트 파울교회

1848년부터 1852년까지 쓰였던 "국가함대"의 전쟁기

프랑크푸르트 국가헌법(Frankfurter Reichsverfassung) 또는 파울교회 헌법(Paulskirchenverfassung)이라고 더 잘 알려진 1849년의 독일국 헌법(Verfassung des Deutschen Reiches)은 민주적 과정을 거쳐 하나의 황제 아래의 통일된 독일을 만드려 하였던 시도였으나 결국 실패로 끝났다. 오토 폰 비스마르크의 주도로 독일을 통일시키는 것에 성공한 1871년의 독일국 헌법과 구분하기 위하여 비공식적인 이름인 "프랑크푸르트 헌법"이나 "파울교회 헌법"으로 부른다. 헌법소원을 최초로 규정하고 학문의 자유를 최초로 보장하는 등 각종 기본권 보장의 시초가 된 프랑크푸르트 국가헌법은 이후의 법전에 막대한 영향을 미치며 바이마르 헌법으로까지 이어진다.
이 헌법은 프랑크푸르트 국민의회가 파울 교회에서 1849년 3월 27일 가진 모임에서 공포되었으며, 1849년 3월 28일 "1849년 국가법률공보 (Reichs-Gesetz-Blatt 1849) 101쪽에서 147쪽에 실리면서 발효되었다. 이에 따라 통일 독일국이 독일 연방의 후신으로서 적법하고 유효하게 성립했으나, 주권을 잃고 싶어하지 않았던 대부분의 군주들이 통일 독일국에 저항했기 때문에 결국 실패하고 1년 후 독일 연방이 복구되었다. 존립기간은 길지 않았지만 프랑크푸르트 헌법에 의거해 성립했던 최초의 민주적인 독일국은 성립하기 1년 전인 1848년 국가함대 (Reichsflotte)를 창설해 제1차 슐레스비히 전쟁의 해전인 1849년의 헬골란트 해전에 파견했다. 국가함대의 깃발로 사용했던 검은색-빨간색-금색의 디자인은 근대 공화주의적 독일의 국기를 사용한 최초의 사례 중 하나였다.

## 개요

1849년 프랑크푸르트 헌법에 따른 정부 구성 도식

1848년 혁명의 여파로 독일 지역에서도 자유주의 혁명이 몰아쳐 1848년 5월 18일엔 통일 독일 건립을 목적으로 프랑크푸르트에 국민의회가 소집되었다. 그러나 이들은 통일 독일의 정체성을 놓고 의견이 나뉘었으며, 통일 방법에 관해서도 프로이센 중심의 소독일주의와 오스트리아 중심의 대독일주의로 대립해 어려움을 겪었다. 당시 오스트리아 제국은 독일 연방 영역 밖에도 광대한 영토를 가지고 있었는데, 대독일주의는 오스트리아 제국을 나눠서라도 독일 연방의 모든 영역을 포괄하자는 것이었고 소독일주의는 오스트리아 제국을 배제하고 통일을 하자는 주장이었다. 오스트리아 황제는 제국 분할을 원치 않았기 때문에 점차 소독일주의가 우세한 의견이 되었다.
오랜 논란과 협상 끝에 프랑크푸르트 국민의회는 1849년 3월 27일 완전한 국가헌법을 통과시켰다. 이는 찬성 267표에 반대 263표로 가까스로 통과된 것이었다. 통과된 국가헌법안에는 세습황제를 세운다(Erbkaisertum)는 내용이 있었는데, 이는 가게른(Gagern)을 중심으로 한 세습군주제 옹호파의 강력한 지지에 아우구스트 하인리히 지몬(August Heinrich Simon)을 중심으로 한 베스텐트할(Westendhall)파가 마지 못해 따른 결과로 포함된 것이었다. 헌법의 초안에는 세습군주제에 대한 내용이 없었다. 그러나 대안으로 제시된 선거군주제나 번갈아가며 집정을 차지하는 집정부제 등 다른 모든 방안은 급진 좌파가 미국을 모델로 제시한 공화제만큼이나 실현 가능성이 없었고 높은 지지를 얻지 못해 결국 세습군주제에 대한 지지표가 많아지게 되었다.
국민은 양원제 형태의 의회에 의해 대표되었는데, 의회는 직접 선출하는 국민원 (Volkshaus; "국민의 의회"라는 뜻. 하원에 해당.)과 통일 독일국 연방을 구성하는 각각의 국가들을 대표하는 연방원 (Staatenhaus; "국가의 의회"라는 뜻. 상원에 해당.)으로 구성되었다. 각각의 국가마다 연방원 의원의 절반은 해당 국가의 정부가 임명하였고, 나머지 절반은 해당 국가의 의회가 임명하였다. 프랑크푸르트 헌법은 자유주의자들의 요구를 받아들여 국민의 기본권 보장에도 힘썼다. 178조와 179조는 동시에 하나의 묶음으로서 "더욱 심각한 범죄와 모든 정치범죄"에 대해 공개재판주의와 범죄에 대한 구두주의, 재판의 배심제를 요구한다. 프랑크푸르트 헌법에서의 배심제 도입은 독일 지역의 절대 다수 국가가 배심제를 채택하도록 만들었고, 이는 1877년 1월 27일 독일 제국 법원조직법(Gerichtsverfassungsgesetz, GVG)으로 이어지며, 바이마르 공화국 시기인 1924년 1월 4일의 에밍거 개혁에까지 영향을 미친다.
반면 기존 독일 연방의 연방제 체제는 유지되어 각 나라들의 군주는 지위를 보전할 수 있는 체제였다. 프랑크푸르트 국가헌법의 첫 구절은 제1조 첫 문장인 „Das deutsche Reich besteht aus dem Gebiete des bisherigen deutschen Bundes.“ (독일국은 현재까지의 독일 연방의 영역으로 구성된다)로 시작한다. 헌법에 따른 통일 독일은 여러 국가의 연방 형태를 취하고 프랑크푸르트에 수도를 둔 세습군주제 국가였다.

## 통일 독일국 구성의 좌절
프랑크푸르트 국민의회는 프랑크푸르트 국가헌법을 승인하고 프로이센 왕국의 프리드리히 빌헬름 4세를 독일황제로 추대하였다. 그러나 보수적이었던 프리드리히 빌헬름 4세가 "시궁창에서 만들어진 왕관을 줍기를" 거부함으로써 프랑크푸르트 헌법에 의한 새로운 국가의 구성은 사실상 좌절되었다. 이후 1850년 프랑크푸르트 국민의회가 해산되면서 자유주의 혁명은 완전히 실패로 끝난다. 1850년 오스트리아 제국이 프로이센 왕국과 맺은 올뮈츠 협약에 따라 반동적인 독일 연방이 재건된다.

## 같이 보기
- 1848년 독일 혁명
- 프랑크푸르트 국민의회
- 대독일주의와 소독일주의

## 참고 자료
- 외르크데트레프 퀴네 (Jörg-Detlef Kühne). 1998. 《파울 교회의 국가헌법 (Die Reichsverfassung der Paulskirche)》, 노이비트 (Neuwied) 출판사, ISBN 3-472-03024-0.
- 칼 빈딩 (Karl Binding). 1998. 《파울 교회에서의 국가건립 시도 (Der Versuch der Reichsgründung durch die Paulskirche)》, 슈터발트바덴 (Schutterwald/Baden) 출판사, ISBN 978-3-928640-45-9
- 송석윤 외. 2011. 〈선거운동의 자유와 선거의 공정성〉, 헌법재판소, 256쪽.